# 데스티네이션 도쿄
데스티네이션 도쿄(Destination Tokyo)는 미국에서 제작된 델머 데이브즈 감독의 1943년 영화이다. 캐리 그랜트 등이 주연으로 출연하였고 제리 워드 등이 제작에 참여하였다.

## 출연

### 주연
- 캐리 그랜트
- 존 가필드

### 조연
- 앨런 헤일
- 존 리질리
- 데인 클락
- 워너 앤더슨
- 윌리엄 프린스
- 로버트 허튼
- 톰 툴리
- 피터 위트니
- 워렌 더글러스
- 존 포사이스
- 존 앨빈
- 빌 케네디